# Milan-San Remo 1935
La 28e édition de la course cycliste, Milan-San Remo a eu lieu le 17 ou le 19 mars 1935 et a été remportée au sprint par l'Italien Giuseppe Olmo. 

## Classement final
|    | Cycliste         | Équipe           | Temps           |
| -- | ---------------- | ---------------- | --------------- |
| 1  | Giuseppe Olmo    | Bianchi          | 7 h 48 min 39 s |
| 2  | Learco Guerra    | Maino-Girardengo | + 0 s           |
| 3  | Mario Cipriani   | Frejus           | + 0 s           |
| 4  | Gino Bartali     | Frejus           | + 0 s           |
| 5  | Alfredo Bovet    | Bianchi          | + 1 min 54 s    |
| 6  | Aldo Bini        | Maino-Girardengo | + 1 min 54 s    |
| 7  | Antonio Negrini  | Frejus           | + 1 min 54 s    |
| 8  | Rinaldo Gerini   | -                | + 1 min 54 s    |
| 9  | Joseph Demuysere | -                | + 1 min 54 s    |
| 10 | Giuseppe Martano | Frejus           | + 4 min 29 s    |